# Східний театр воєнних дій російсько-української війни
Східний театр воєнних дій російсько-Української війни охоплює схід України.
24 лютого 2022 року президент Росії Володимир Путін у зверненні заявив, що Росія починає «спеціальну воєнну операцію» з «демілітаризації та денацифікації» України. Після цього Збройні сили Росії почали наступ в зоні ООС, вздовж російсько-українського та частково білорусько-українського кордону, з тимчасово окупованого Криму.
Внаслідок успішного протистояння Збройних Сил України наприкінці березня Росія заявила про відведення своїх сил з Поліського (Житомирська, Київська області) та Сіверського (Чернігівська, Сумська області) напрямків. Причиною відведення фактично стала тактична поразка Росії на цих напрямках. На початку квітня ці терени були звільнені українською армією.
Водночас Росія почала передислоковувати підрозділи, які брали участь у бойових діях на цих напрямках, на схід України, зокрема Харківську, Донецьку та Луганську області. Головною ціллю росіян стало повне захоплення Маріуполя та оточення і знищення українських військовослужбовців у зоні ООС.
22 квітня 2022 року в.о. командувача військ ЦВО РФ Рустам Міннекаєв оголосив метою «нової фази» встановити повний контроль над сходом та півднем України, що має забезпечити сухопутний коридор до окупованого Криму, а також вихід до окупованого росією Придністров'я, де начебто «утискають російськомовних».
У першому кварталі 2023 року окупаційні війська частково оточили Бахмут (захопивши 15 поселень на північ від міста та ще 2 на півдні) та Авдіївку (захопивши 4 поселення на північ від міста та 1 на півдні). Військо РФ, включно з найманцями ПВК «Вагнер», які були основними силами, безперервно атакувало міста, руйнуючи їх та витісняючи українських військових, але так і не спромоглося захопити. Під час літньо-осіннього контрнаступу 2023 року Сили оборони деокупували 2 населені пункти біля Бахмута.

## Сили сторін і командування

### Наступ середини квітня
За даними видання Defense Express, станом на середину квітня 2022 року найнебезпечнішим напрямком російського наступу в східній операційній зоні є Ізюмський. На ньому зосереджений головний танковий кулак — найбільша кількість ударних військ ЗР РФ (10 полків — 5 танкових, 3 мотострілецьких та 2 повітрянодесантних), а також особового складу та ударного озброєння, у тому числі танків та БМП/БМД (18,2 тис. осіб, понад 570 танків, до 520 БМП та до 220 БМД, понад 50 мінометів, 12 самохідних гармат,[уточнити] до 70 самохідних та причепних гаубиць,[уточнити] до 20 РСЗВ[уточнити]). Крім того, Ізюмське угруповання, вочевидь, має вирішити головне завдання — завдати удару на південь та спробувати оточити донецьке угруповання ЗСУ, з'єднавшись з Південно-західним угрупованням ЗС РФ.
Другим за важливістю є Донецький напрямок. Там зосереджено друге за силою угруповання сухопутних військ РФ, ЛНР та ДНР (1 мотострілецький полк, до 4 мотострілецьких БТГр, 2 батальйони Сухопутних військ РФ та 1 мотострілецька бригада, 1 мотострілецький полк, 4—6 мотострілецьких БТГр, 4 батальйони з числа армійських корпусів окупаційних військ). Воно на другому місті за кількістю особового складу, танків та БМП і навіть на першому за кількістю артилерії (14,8—16,2 тис. осіб, 140—160 танків, 670—730 БМП, 120—130 мінометів, 200—234 самохідних та причепних гаубиць, 70—80 РСЗВ).

## Перебіг подій

### Попередні події
Війна на сході України, або війна на Донбасі, була розпочата російськими загонами, які вторглися у квітні 2014 року на територію українського Донбасу після захоплення Російською Федерацією Криму, серії проросійських виступів в Україні і проголошення «державних суверенітетів» ДНР і ЛНР. Конфлікт мав характер міжнародного. За географічним масштабом був локальним і охоплював частини Донецької і Луганської областей України.
Близько 4-ї години за київським часом (UTC+2) 24 лютого 2022 року президент РФ Володимир Путін оголосив про воєнну операцію з метою нібито «демілітаризації та денацифікації України».

### 24 лютого

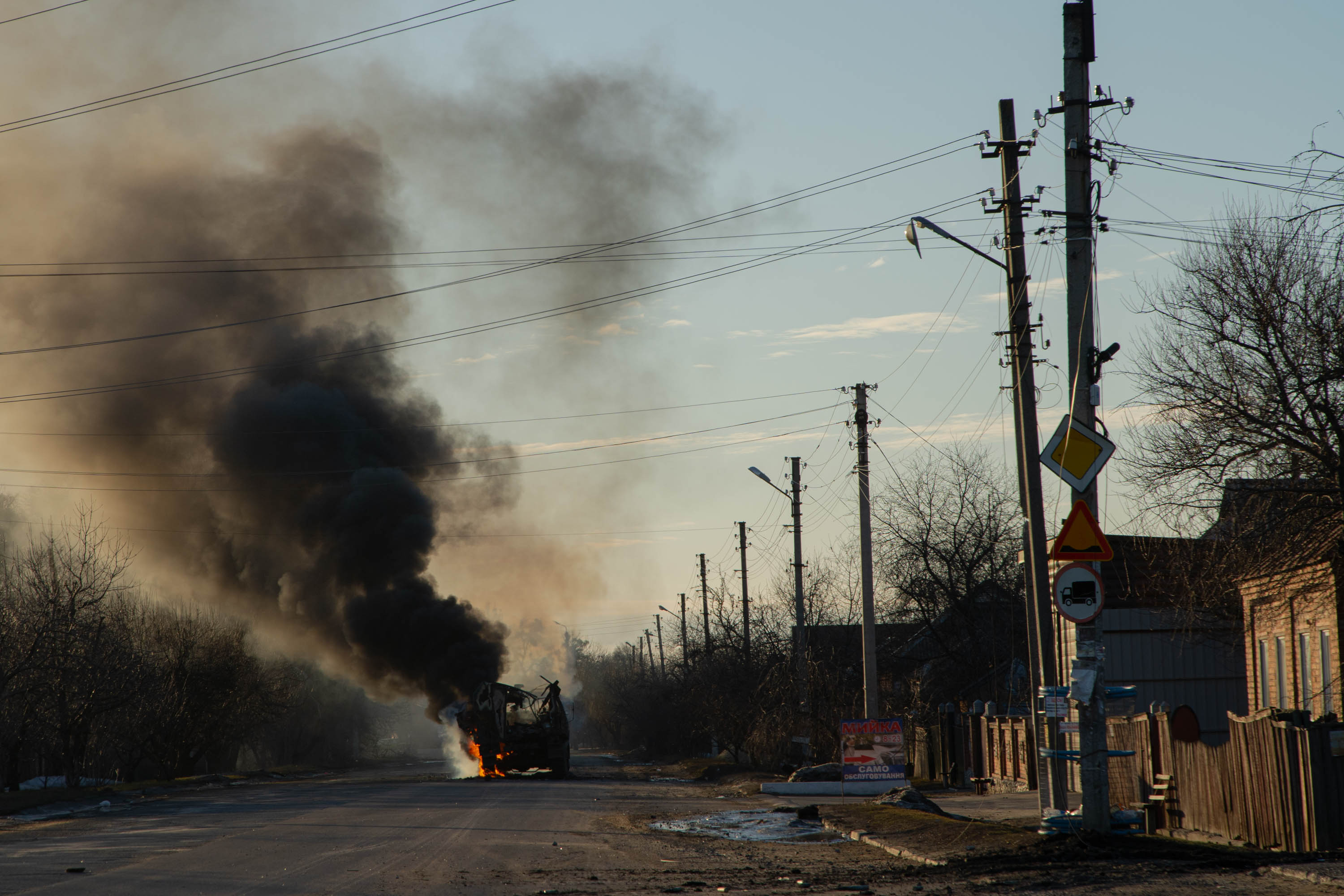
Горить автобус на дорозі між Харковом і Києвом, 24 лютого

Після того, як Президент Росії Володимир Путін оголосив про спецоперацію в Україні, російські війська перетнули російсько-український кордон і почали просування до Харкова. Вони зустріли опір українців, розпочавши бої за Харків.
Станом на 10:30 українські війська контролювали міста Маріуполь і Щастя.

### 25 лютого
О 1:39 годині надійшло повідомлення, що російські війська відступили з міста Суми. У північних околицях Харкова тривали запеклі бої.
Вранці 25 лютого російські війська просунулися з Донецької Народної Республіки (ДНР) у напрямку Маріуполя. Вони зіткнулися з українськими військами в Павлополі. Хоча українці перемогли, знищивши при цьому щонайменше 20 російських танків, ввечері російський флот розпочав десантну операцію з Азовського моря за 70 кілометрів від Маріуполя.
Повідомляється, що у Старобільську Збройні сили України знищили групу російських солдатів, які намагалися переправитися через річку Айдар у боях за Старобільськ.
В Охтирці ракети БМ-27 «Ураган», що влучили в школу міста, вбили охоронця та поранили невідому кількість дітей та вчителя. Проте, українські війська чинили запеклий опір і росіяни відступили.

### 26 лютого
Голова Харківської ОВА Олег Синєгубов заявив, що Харків досі знаходиться під контролем України. Він також оголосив комендантську годину в місті.
У Сумах знову спалахнув конфлікт. Росіянам за день вдалося захопити половину міста, але до ночі українці відбили нападників з міста. У Сумах зафіксовано 3 жертви серед мирного населення.
Російські війська продовжували обстрілювати Маріуполь з артилерії протягом дня. Російські сили на захід від Сум просунулися вночі далі на захід, за даними розвідувальної групи Rochan Consulting, і, мабуть, були за 150 км від Києва.

### 27 лютого
Рано вранці у Харкові російські війська зруйнували газопровід. Пізніше того ранку російські війська увійшли до міста. Також було чути вибухи. Речник Міністерства оборони Росії Ігор Конашенков заявив, що «302-й зенітно-ракетний полк Збройних сил України, оснащений ЗРК „Бук М-1“, добровільно склав зброю і здався в полон» у заяві, яку українські органи влади вважають неправдивою. Представник України повідомив, що половину російської техніки, яка в'їхала до Харкова, знищили українські військові.
Вранці 27 лютого повідомлялося, що російська танкова колона швидко просунулася на Маріуполь з боку ДНР, але атаці запобігли українські війська. 6 російських солдатів потрапили в полон.
Зі сходу на Суми просунулася колона російської техніки. Цивільну машину, в якій перебували дорослі та діти, обстріляли, в результаті чого загинула жінка.
У другій половині дня українські чиновники, зокрема, голова Харківської ОВА Олег Синєгубов, заявили, що Харків все ще перебуває під контролем України після запеклих боїв. Мер Куп'янська Геннадій Мацегора погодився передати контроль над містом російським військам і звинуватив українські війська в тому, що вони залишили його, коли почалося вторгнення. Пізніше Мацегору звинуватила у державній зраді Генеральний прокурор України Ірина Венедиктова.
Голова Луганської ОВЦА Сергій Гайдай заявив, що Станицю Луганську та Щастя захопили російські війська, які під час обстрілів практично знищили населені пункти. У знищенні Волновахи їх також звинуватив губернатор Донецької області Павло Кириленко.

### 1 березня
За словами голови Сумської ОВА Дмитра Живицького, 1 березня внаслідок обстрілу російської військової бази в Охтирці загинули понад 70 українських військових.

### 2 березня
За словами українських військових, російські десантники висадилися в Харкові та почали зіткнення з українськими силами після повітряного десанту. Живицький заявив, що російські війська захопили Тростянець, посилаючись на мера міста Юрія Бову. Він додав, що російські війська увійшли в місто о 01:03, знищивши ворота Круглого двору та картинну галерею.

### Квітень

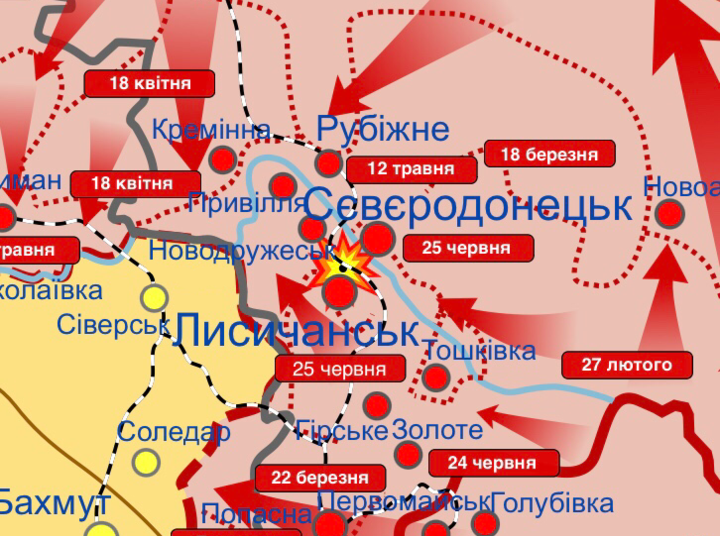
Бої за Сєвєродонецьк (2022)

Ракетна атака на краматорський залізничний вокзал відбулася близько 10:30 8 квітня 2022. По залізничній станції, де перебувало понад 4 тисячі осіб, які чекали на евакуацію, росіяни випустили 2 ракети Точка-У з касетними зарядами.
Жертвами атаки стали 52 особи, понад 300 отримали травми різного ступеню тяжкості. Серед загиблих було 5 дітей. На уламках однієї з ракет окупантів було нанесено блюзнірський напис російською мовою «За детей» (укр. За дітей).
Офіційні російські джерела звинуватили в атаці Збройні сили України, хоча російський державний медіаресурс РИА Новости опублікував новину про теракт за 5 хвилин до його здійснення. 

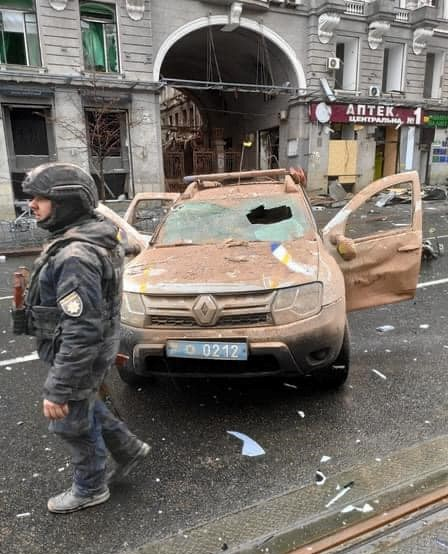
Співробітник поліції Харкова під час терактів росіян

10 квітня Силами оборони України було відбито атаку під Золотим, втім ворогом обстріляне кожне місто Луганщини.
За словами голови Луганської ОВА Сергія Гайдая в Луганській області не залишилося уцілілих об'єктів критичної та будь-якої іншої інфраструктури. За його даними, у росіян є інформатори, які наводять вогонь на магазини з людьми та склади із харчовими продуктами. «Тому кожний обстріл житлового фонду — це цілеспрямований теракт».
Станом на 11 квітня за даними міністерства оборони України противник перейшов до фази завершення відновлення своїх підрозділів і перекидання їх на територію Донецької та Луганської областей.
Основні зусилля противника зосереджені саме на підготовці до розгрому угрупування Об'єднаних сил та встановлені повного контролю над територією Донецької та Луганської областей. Крім того, мета окупантів — забезпечити стійкість сухопутного коридору до Криму. Російські війська продовжували частково блокувати Харків. На цьому напрямку воює 6 та 20 армії, а також 1-ша танкова армія Західного військового округу РФ. Окупанти намагались прорвати оборону в районі міста Ізюм. Проводять розвідку ймовірних напрямків наступу.
Бої під Боровою активізувались в ході контрнаступу українських сил 15 квітня. Через Борову проходить один із чотирьох автошляхів, через які постачається російські сили в Ізюмі. Втрата контролю над містом становила загрозу оточення для російських сил в Ізюмському напрямку.
17 квітня ЗСУ здійснили кілька активних контрнаступальних дій тактичного масштабу на ділянці між Святогірськом та Кремінною у зоні проведення ООС та змогли відкинути передові підрозділи противника в районі Кремінна — Рубіжне на кілька кілометрів на північний схід.

### 18 квітня
У Слобожанському та Донецькому районах російські війська на окремих напрямках активізували наступальні дії. Секретар РНБО Олексій Данілов розповів, що зранку практично по всій лінії фронту росіяни намагалися прорвати оборону ЗСУ. Росіяни мали на меті до Великодня окупувати Донецьку та Луганську області. Росія відмовила в організації гуманітарних коридорів для евакуації населення.
На Луганщині 18 квітня росіяни обстріляли спорткомплекс «Олімп» у Кремінній, площа займання — понад 2 тис. кв. м. У Лисичанську агресор обстріляв відділення патрульної поліції, поранені поліцейські доправлені до лікарні. В інших містах Луганської області спалахнули 15 житлових будинків. Постраждали житлові масиви у Рубіжному — з-під завалів трьох будинків евакуйовані семеро місцевих жителів, двох травмованих доправлено до лікарні в Сєвєродонецьку. Щонайменше двоє вбитих російською армією і четверо постраждалих внаслідок обстрілу Золотого.
Російські загарбники взяли під контроль місто Кремінна на Луганщині. Евакуація з міста Кремінна стала неможливою, але з Сєвєродонецька, Лисичанська, Попасної, Гірського та Рубіжного продовжили вивозити людей. Вночі російські війська здійснили ракетний обстріл Краматорська, що призвели до руйнування інфраструктури, інформація про постраждалих уточнюється. Також у Донецькій області ворог вів обстріли Вугледара, Авдіївки, Мар'їнки, Торецька з артилерії та «Градів», наслідком чого стали руйнування і поранення серед цивільного населення. В Маріуполі ситуація залишалася без змін. Загалом за добу відбито 7 атак Росії в зоні ООС.

### 19 квітня
Вранці було відбито наступ в Рубіжному і Попасній, росіяни зазнали значних втрат. Поблизу Авдіївки було відбито дві спроби прориву оборони ЗСУ. Російська сторона відмовила в організації гуманітарних коридорів для евакуації населення у безпечні регіони України. Збройні Сили Україні здійснили контратаку на Донеччині та звільнили Мар'їнку. Було збито літак Су-34, вертоліт Ка-52. Також за добу відбито 10 ворожих атак — спроб прориву.

### 20 квітня
Вночі було обстріляно міста Новодружеськ та Гірське в Сєвєродонецькому районі Луганської области: постраждали житлові будинки, пошкоджено газопровід. Генеральний Штаб Збройних Сил України повідомляє про бої під Кремінною, Торським, Зеленою Долиною станом на 6:00, а також про перегрупування сил противника з метою наступу на місто Лиман. За день було відбито 9 атак Росії. Також за добу знищено зенітно-ракетний комплекс, танк, 10 одиниць броньованої, 2 одиниці спеціальної інженерної, 2 одиниці автомобільної техніки та ворожий склад з боєприпасами.

### 21 квітня
Станом на ранок триває штурм Попасної. Вночі Росія намагалася закріпитися у Рубіжному, проте ЗСУ відбили цю атаку. При цьому Росія втретє заявила про свою перемогу в боях за Рубіжне, що не відповідає дійсності. За день відбито 10 ворожих атак, знищено 6 танків, 4 артилерійські системи, 8 одиниць броньованої та 15 одиниць автомобільної техніки, 2 літаки та 8 БПЛА.

### 22 квітня
Відповідно до ранкового зведення Генштабу ЗСУ, Росія здійснює штурм населених пунктів Зарічне, Мар'їнка. Також важкі, безуспішні для російських військ бої йшли поблизу Новотошківського та Мар'їнки. Вночі, ймовірно, касетними боєприпасами було обстріляно Слов'янськ; вдень відбулася спроба штурму міста. Місто Лиман було обстріляне БМ-21 «Град», через що відбулося займання місцевої лікарні. Продовжуються обстріли прифронтових населених пунктів: на 15:00 у Донецькій області вогню зазнали 20 населених пунктів, пошкоджено 34 споруди. Також безуспішні спроби штурму відбулися у Попасній, Авдіївці та Кураховому. При цьому окупаційним військам вдалося закріпитися у населених пунктах Лозове та Степне. За добу в зоні ООС ліквідовано близько 130 росіян, 3 танки, 3 БМП, 4 БТР, 1 бойову броньовану машину, 13 артилерійських тягачів та 2 БПЛА.

### 23 квітня
Головне управління розвідки МО України повідомляє, що Росія завершила перегрупування сил і найближчим часом почне ще масштабніший наступ на Донбасі. Близько 15:00 відбувся артилерійський обстріл міста Золоте, внаслідок чого 2 особи загинули і ще 2 зазнали поранень. Окрім того, обстріляно було населені пункти Гірської громади Сєвєродонецького району, загинули 4 мешканців. У вечірньому зверненні Генеральний Штаб ЗСУ повідомляє про відсутність успіху на боці Росії в просуванні біля Мар'їнки, Рубіжного та Попасної і про підготовку до наступу на Сєвєродонецьк. За добу відбито 12 атак, знищено близько 150 російських військовослужбовців, 4 танки, 5 артилерійських систем, 15 одиниць броньованої техніки, 4 автомобілі, 1 бойову броньовану машину; збито літак Су-25, 1 крилату ракету та 3 БПЛА.

### 24 квітня
Російські війська окупували село Новотошківське, яке перед тим майже повністю знищили своїми обстрілами. Тривають бої за інші населені пункти Гірської громади Сєвєродонецького району. За добу було відбито 7 ворожих атак, знищено 13 танків, 3 артилерійські системи, 17 одиниць броньованої техніки, 4 бойові броньовані машини, 18 одиниць автомобільної техніки та 4 паливозаправники, збито 3 БПЛА, ліквідовано близько 100 російських військових.

### 25 квітня
Радник міністра МВС України Антон Геращенко повідомив, що в тимчасово окупованій Кремінній у міському виконкомі стався вибух. На цей момент там перебували т. зв. «народний мер» та інші колаборанти із силових структур. Протягом доби ворог здійснив спроби штурму Рубіжного та Коров'ячого Яру, проте не мав успіху і зазнав втрат.

### 24 травня
Вдень 24 травня 2022 року росіянам вдалось розвинути наступ з району Попасної, автошлях Т 1302 (ділянка Лисичанськ — Бахмут) опинився під ворожими обстрілами, тут стали працювати російські диверсійно-розвідувальні групи.

### 25 травня
Наступного дня російським загарбникам вдалось вийти на трасу Бахмут — Лисичанськ у районі сіл Нагірне та Білогорівка. Противник прагне закріпитись та розширити зону прориву. Якщо противник зможе закріпитись, це буде означати оперативне оточення українських військ у районах Сєвєродонецька та Лисичанська. Оточення буде неповним — але залишиться тільки один другорядний шлях.

### 26 травня
Протягом попередньої доби росіянам вдалось встановити на трасі Т 1302 блок-пост який було потім розбито, а ворога відкинуто. Трасу росіяни станом на 26 травня не контролювали.

### 28 травня
Через ризик для життя персоналу було призупинено роботу Слов'янської ТЕС.

### 1 червня
На Луганщині російські війська обстріляли Сєвєродонецьке об'єднання «Азот», влучили в один з адміністративних корпусів підприємства і склад, де зберігався метанол. У Лисичанську агресори пошкодили будівлю міської лікарні. У Гірському пошкоджено 16 будинків, у Лисичанську — 15, у Врубівці — дев'ять, у Сєвєродонецьку — шість, у Новодружеську — чотири, у Миколаївці — два. У Сєвєродонецьку противник продовжує вести штурмові дії. За підтримки мінометів проводив безуспішний штурм у напрямку населених пунктів Боброве та Устинівка. Загиблих і поранених серед цивільного населення немає.
На Донеччині російські війська здійснили 11 обстрілів із танків, артилерії, мінометів, РСЗВ БМ-27 «Ураган» і БМ-30 «Смерч» Слов'янська, Соледара, Бахмута, Авдіївки, Миколаївки, Торецька, Святогірська, селищ Тетянівка, Суха-Балка, смт. Нью-Йорк та Очеретине. Загинули четверо, поранені семеро цивільних осіб. Пошкоджено 20 інфраструктурних об'єктів — житлові будинки, Центр безпеки громадян, підприємства тощо. Зранку 2 червня ворог вдарив касетними боєприпасами по околицях Слов'янська. В області відсутнє газопостачання, частково — вода і електрика.

### 22 серпня
У місті Донецьк пролунав вибух, почалася пожежа та детонація боєприпасів на базі окупантів біля колишнього «Ашана». Гадай повідомляє, що це відбувається на військовій базі угруповання «Пятнашка».

### Втеча російських військових з Харківської області
11 вересня внаслідок контрнаступу ЗСУ, російські війська були змушені покинути більшу частину Харківської області.

### 1 жовтня
1 жовтня 2022 року Збройні сили України звільнили місто Лиман (місто)
Краматорського району
Донецької області

### 2 жовтня
2 жовтня 2022 року Збройні сили України звільнили село Торське (Дружківська міська громада)
Краматорського району
Донецької області

### 3 жовтня
3 жовтня 2022 року Збройні сили України звільнили селище Борова Ізюмського району Харківської області і частину громади

### 5 жовтня
На початку жовтня Збройні сили України звільнили низку населених пунктів у Донецькій області, включаючи Лиман (місто). А вже в середу, 5 жовтня, стало відомо про звільнення села Терни (Краматорський район).
Про це повідомила у Facebook прес-служба батальйону "Карпатська Січ" ЗСУ.
Даний населений пункт розташований у Краматорському районі, поряд із м. Лиман (місто) та Зарічне (Краматорський район), які нещодавно були звільнені. У батальйоні також повідомили про звільнення н.п Ямполівка.

### 9 жовтня
9 жовтня 2022 року Сергій Гайдай, голова ЛОДА, опублікував перелік деокупованих сіл у Сватівському районі  Луганської області: Андріївка, Греківка, Надія, Невське, Новоєгорівка, Новолюбівка, Стельмахівка.

### 24 жовтня
24 жовтня 2022 року Генштаб ЗСУ повідомив про деокупацію населених пунктів на Луганщині та Донеччині: Кармазинівка, М'ясожарівка, Невське, Новосадове.

### 20 травня
20 травня, усі проросійські ЗМІ почали публікувати інформацію про те, що Бахмут захоплено солдатами ПВК «Вагнер», але офіційного підтвердження від Президента та ЗСУ ще не було.

## Реакція

### Росія
- 18 квітня міністр закордонних справ Росії Сергій Лавров заявив про початок нового етапу «спецоперації» в Україні[92].
- 22 квітня заступник командувача військами Центрального військового округу Рустам Міннєкаєв заявив, що однією з цілей «другої фази» так званої «спецоперації» Росії в Україні є встановлення повного контролю (повна окупація) над Донбасом[93].

### Міжнародна реакція
- Через початок нового етапу російських атак Еммануель Макрон і Джо Байден запланували зустріч з главами Німеччини, Британії, Канади, Італії, Польщі, Румунії. До них мали приєднатися генсек НАТО Єнс Столтенберг, президент Єврокомісії Урсула фон дер Ляєн і президент Європейської ради Шарль Мішель[94].
- Велика Британія: пані посол в Україні Мелінда Сіммонс заявила: «Битва за Донбас розпочалася. Україна не бореться за те, щоб відібрати територію у РФ. Україна бореться за право мирно жити на власній території. Україна бореться за право жити»[95].
- Туреччина: президент Реджеп Тайїп Ердоган заявив: «У цій війні не буде переможця, оскільки програє все людство»[96].